# Спишке Томашовце
Спишке Томашовце (слч. Spišské Tomášovce) насељено је мјесто са административним статусом сеоске општине (слч. obec) у округу Спишка Нова Вес, у Кошичком крају, Словачка Република.

## Становништво
| Година:    | 1994. | 2004.    | 2014. | 2024.    |
| ---------- | ----- | -------- | ----- | -------- |
| Број људи: | 1316  | 1580     | 1896  | 2241     |
| Разлика:   |       | +20,06 % | +20 % | +18,19 % |

| Година:    | 2023. | 2024.   |
| ---------- | ----- | ------- |
| Број људи: | 2208  | 2241    |
| Разлика:   |       | +1,49 % |

Према подацима о броју становника из 2011. године насеље је имало 1.756 становника.